# 卡洛曼 (巴伐利亚国王)
卡洛曼（德語：Karlmann；約828年或830年—880年3月22日），是加洛林王朝的一位法兰克国王。
卡洛曼是东法兰克国王日耳曼人路易和巴伐利亚伯爵的女儿荷瑪的长子。他父亲在856年任命他为潘诺尼亚总督。876年他父亲去世后，卡洛曼成为巴伐利亚国王。
卡洛曼被意大利國王路易二世任命为继承人，但意大利國王的头衔和领地在875年被他的叔叔秃头查理所奪取。他在877年征服意大利。879年，他因中風而丧失劳动能力，於是退位將巴伐利亚王位讓給青年路易，並將意大利王位讓給胖子查理。